# Alberto Munárriz
Alberto Munárriz Egaña (Pamplona, 1994. május 19. — ) világ- és Európa-bajnok, világkupagyőztes spanyol válogatott vízilabdázó, a CNA Barceloneta játékosa.

## Nemzetközi eredményei
- Világbajnoki
  - 2. hely (2019)
  - 3. hely (2023)
  - 5. hely (Barcelona, 2013)